# Museu Obert de Geologia
El Museu Obert de Geologia és un itinerari geològic situat al Parc Central d'Andorra a Andorra la Vella. Conté exemplars de roques sedimentàries, magmàtiques, metamòrfiques, i fòssils de gran qualitat, tots ells originaris d’Andorra. L’objectiu del museu obert és la divulgació i la valoració de la geodiversitat mundial i del patrimoni geològic d’Andorra, mitjançant l’observació dels tipus de roques presents a les valls andorranes.
Es va inaugurar l’any 2007. Als inicis estava dedicat a les escoles, però la difusió de la natura també el va convertir en un atractiu turístic. És una instal·lació cultural del Comú d'Andorra la Vella. La part científica ha estat realitzada pel Centre d'Estudis de la Neu i de la Muntanya d'Andorra (CENMA) de l'Institut d'Estudis Andorrans (IEA).
El museu està dividit en tres sectors, ubicats en zones urbanes de fàcil accés.

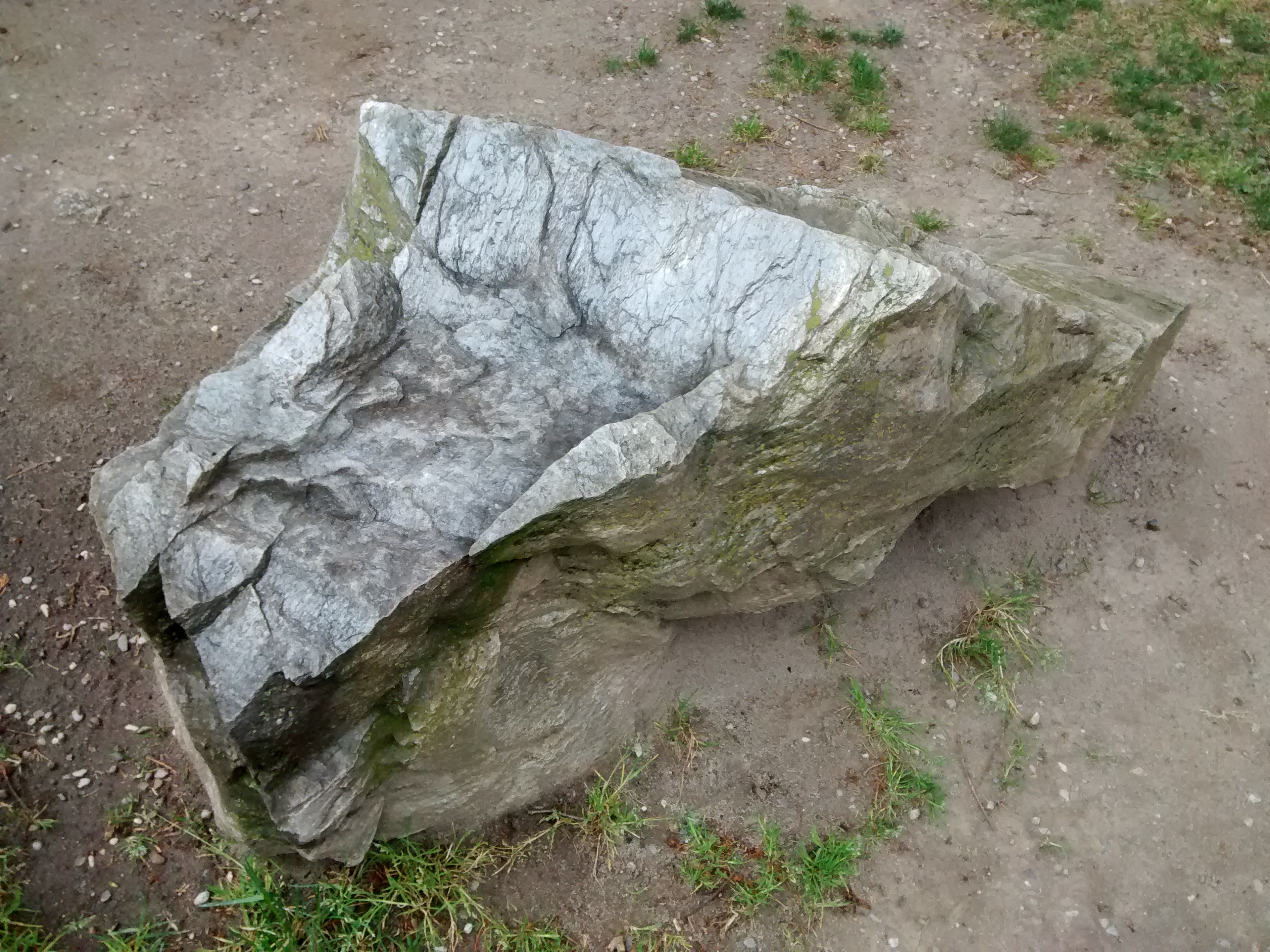
Roca de Fil·lita procedent de la Massana exposada al jardí de roques, Parc Central d'Andorra (Andorra la Vella)

## Sectors

### Jardí de roques
Situat a l’entrada del Parc Central d'Andorra, on s'hi mostra un conjunt de les roques que més sovintegen a Andorra, amb un plafó indicatiu on s'expliquen les característiques i els usos ancestrals i actuals de la roca o mineral.
Per fer el "jardí de roques", s'han transportat roques des de diferents indrets d’Andorra. Algunes de les roques exposades han estat polides per poder-ne apreciar millor les característiques. S'hi poden observar: granodiorites, conglomerats, quarsites, gneisos, calcàries, fil·lites i esquistos, entre altres roques, la major part de les quals han estat sotmeses al metamorfisme.

### Itinerari geològic
És un itinerari que agrupa 35 llocs, cadascun amb un plafó indicatiu. S'inicia al carrer Prat de la Creu i transita per diferents carrers d'Andorra la Vella, on es mostren les roques ja integrades en cases i construccions.

### Itinerari per l’arquitectura del granit
Aquest itinerari té un total de 10 parades, on s'observa l'aplicació del granit en la construcció de diferents edificacions. S'inicia a la plaça Príncep Benlloch i també transcorre per altres carrers de la parròquia. L'itinerari compta amb la col·laboració de l’Àrea d’Inventari i Conservació del Ministeri d’Afers Exteriors, Cultura i Cooperació.